# Hirnîk
Hirnîk (în ucraineană Гірник) este un oraș din Ucraina.